# یددی بوگوکسکی
یددی بوگوکسکی (به لاتین: Yeddybugukskiy) یک منطقه مسکونی در جمهوری آذربایجان است که در شهرستان بیلقان واقع شده است.